# Things That Hang from Trees
Things That Hang from Trees (titulada Cosas que penden de los arboles en Hispanoamérica y Cosas que cuelgan de los arboles en España) es una película estadounidense de 2006 dirigida por Ido Mizrahy. Fue protagonizada por Deborah Kara Unger, Daniel Von Bargen, Ray McKinnon, Peter Gerety, Laila Robins, Cooper Musgrove, Yul Vazquez, Ryan Parker y Antony Del Rio. Distribuida por Radio London Films, la película se estrenó el 11 de marzo de 2006 en Estados Unidos. 

## Sinopsis
San Agustín, Florida, 1969. Un niño llamado Tommy (Cooper Musgrove) desea ver los fuegos artificiales desde lo alto del faro de la ciudad, pero su anhelo es complicado por sus extraños vecinos, compañeros abusivos (Ryan Parker y Antony Del Rio), y sus padres desesperados (Ray McKinnon y Deborah Kara Unger). El niño es aparentemente el objetivo sencillo en una lucha en la que su vida, tanto internos como corpórea, pende de un hilo. 

## Reparto
- Deborah Kara Unger - Connie Mae Wheeler
- Daniel Von Bargen - George Burgess
- Ray McKinnon - Tom Wheeler Sr.
- Peter Gerety - Ump
- Laila Robins - Señorita Millie
- Cooper Musgrove - Tommy Wheeler
- Yul Vazquez - Juan Lopez
- Ryan Parker - Bear Hadley
- Antony Del Rio - Tony Mazziati

- Datos: Q1226378